# Japhet Kipyegon Korir

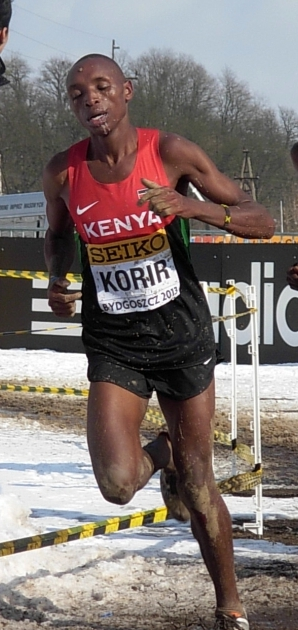
Japhet Korir 2013

Japhet Kipyegon Korir (* 30. Juni 1993) ist ein kenianischer Langstreckenläufer.
Im Juniorenrennen der Weltmeisterschaften im Crosslauf wurde er 2009 in Amman Fünfter und 2010 in Bydgoszcz Dritter. Beide Male gewann er mit dem kenianischen Team Gold.
Beim Juniorenrennen der Crosslauf-Afrikameisterschaften siegte er 2011 in Kapstadt und wurde 2012 Zweiter.
2013 siegte er bei den Crosslauf-Weltmeisterschaften in Bydgoszcz in der Einzelwertung und holte mit dem Team Bronze. Einen Monat später gewann er den Würzburger Residenzlauf.

## Bestzeiten
- 3000 m: 7:40,37 min, 25. Mai 2012, Ostrava
- 5000 m: 13:17,18 min, 25. Mai 2011, Nijmegen
  - Halle: 13:11,44 min, 10. Februar 2012, Düsseldorf
- 10-km-Straßenlauf: 27:47 min, 26. April 2015, Würzburg
- Halbmarathon: 1:00:08 h, 2. September 2017, Lille